# Petteri Nokelainen
Petteri Antti Nokelainen (Imatra, 16 gennaio 1986) è un hockeista su ghiaccio finlandese.

## Palmarès

### Mondiali
- 1 medaglia:
  - 1 oro (Slovacchia 2011)